# Zeitakubyo
Zeitakubyo (ゼイタクビョウ, Zeitakubyō) é o álbum de estreia da banda japonesa One Ok Rock, lançado em 21 de novembro de 2007, através da Aer-born. O álbum foi precedido pelo lançamento dos singles "Naihi Shinsho", "Yume Yume" e "Et Cetera" e seu lançamento atingiu a posição de número quinze na tabela semanal japonesa da Oricon Albums Chart.

## Antecedentes e lançamento
Após a formação do One Ok Rock em 2005, a banda lançou dois extended plays (EPs) indies durante o ano de 2006, o primeiro auto-intitulado, não realizou entradas nas tabelas musicais japonesas, enquanto o segundo de nome Keep It Real, posicionou-se em número 102 pela Oricon Albums Chart, na semana correspondente a 8 a 14 de janeiro de 2007. Após estes lançamentos, o One Ok Rock decidiu lançar um álbum de estúdio completo.  
Zeitakubyo foi lançado em 21 de novembro de 2007, como o primeiro lançamento principal do One Ok Rock. O álbum foi lançado originalmente com um preço promocional até dezembro de 2007.

## Singles
Antecedendo ao lançamento de Zeitakubyo a banda lançou três singles, iniciando com "Naihi Shinsho" em 25 de abril de 2007, a canção atingiu pico de número quarenta e oito pela Oricon Singles Chart, na semana correspondente a 23 a 29 de abril de 2007. A seguir, "Yume Yume" foi lançado em 25 de julho de 2007, posicionando-se em número quarenta e três pela Oricon Singles Chart, na semana correspondente a 23 a 29 de julho de 2007. "Et Cetera" foi lançado como o último single de Zeitakubyo, em 24 de outubro de 2007, o qual tornou-se o single de melhor desempenho na referida tabela, ao atingir pico de número vinte e nove, na semana correspondente a 22 a 28 de outubro de 2007.

## Lista de faixas
| N.º            | Título                                                  | Letras             | Música                                  | Arranjo                                                                             | Duração |  |
| 1.             | "Naihi Shinsho" (内秘心書)                              | Takahiro Moriuchi  | Moriuchi                                | Moriuchi Toru Yamashita Alexander Onizawa Ryota Kohama Tomoya Kanki Koichi Korenaga | 3:49    |  |
| 2.             | "Borderline"                                            | Yamashita          | Yamashita                               | Moriuchi Yamashita Onizawa Kohama Kanki Korenaga                                    | 3:42    |  |
| 3.             | "(You Can Do) Everything"                               | Moriuchi           | Moriuchi                                | Moriuchi Yamashita Onizawa Kohama Kanki Satoru Hiraide                              | 3:38    |  |
| 4.             | "Yoru ni Shika Sakanai Mangetsu" (夜にしか咲かない満月) | Moriuchi           | Moriuchi                                | Moriuchi Yamashita Onizawa Kohama Kanki Hiraide                                     | 4:00    |  |
| 5.             | "Yume Yume" (努努-ゆめゆめ)                             | Moriuchi Yamashita | Moriuchi Yamashita                      | Moriuchi Yamashita Onizawa Kohama Kanki Hiraide                                     | 3:16    |  |
| 6.             | "Kagerou" (カゲロウ)                                    | Moriuchi           | Moriuchi Onizawa                        | Moriuchi Yamashita Onizawa Kohama Kanki Keiji Matsui                                | 4:08    |  |
| 7.             | "Lujo"                                                  | Moriuchi Yamashita | Onizawa Kohama Kanki                    | Moriuchi Yamashita Onizawa Kohama Kanki I.N.A                                       | 4:08    |  |
| 8.             | "Kemuri" (ケムリ)                                       | Yamashita          | Yamashita                               | Moriuchi Yamashita Onizawa Kohama Kanki Hiraide                                     | 4:23    |  |
| 9.             | "Yokubō ni Michi ta Seinendan" (欲望に満ちた青年団)     | Moriuchi           | Moriuchi                                | Moriuchi Yamashita Onizawa Kohama Kanki Korenaga                                    | 3:22    |  |
| 10.            | "Et Cetera" (エトセトラ)                                | Moriuchi           | Moriuchi Onizawa                        | Moriuchi Yamashita Onizawa Kohama Kanki Hiraide                                     | 4:34    |  |
| 11.            | "A New One For All, All For The New One"                | Moriuchi           | Moriuchi Yamashita Onizawa Kohama Kanki | Moriuchi Yamashita Onizawa Kohama Kanki Korenaga                                    | 4:46    |  |
| Duração total: | Duração total:                                          | Duração total:     | Duração total:                          | Duração total:                                                                      | 43:42   |  |

## Desempenho nas tabelas musicais
Zeitakubyo estreou em seu pico de número quinze pela tabela semanal da Oricon Albums Chart, referente a semana de 19 a 25 de novembro de 2007, permanecendo na tabela por vinte e duas semanas.

### Posições semanais
| País – Tabela musical (2007) | Melhor posição |
| ---------------------------- | -------------- |
| Japão (Oricon Albums Chart)  | 15             |

### Certificações
| Região                                                                                             | Certificação | Vendas   |
| -------------------------------------------------------------------------------------------------- | ------------ | -------- |
| Japão (RIAJ)                                                                                       | Ouro         | 100,000^ |
| *números de vendas baseados somente na certificação ^distribuições baseadas apenas na certificação |              |          |